# Copella eigenmanni
Copella eigenmanni är en fiskart som först beskrevs av Regan 1912.  Copella eigenmanni ingår i släktet Copella och familjen Lebiasinidae. Inga underarter finns listade i Catalogue of Life.